# پل قلعه حاتم

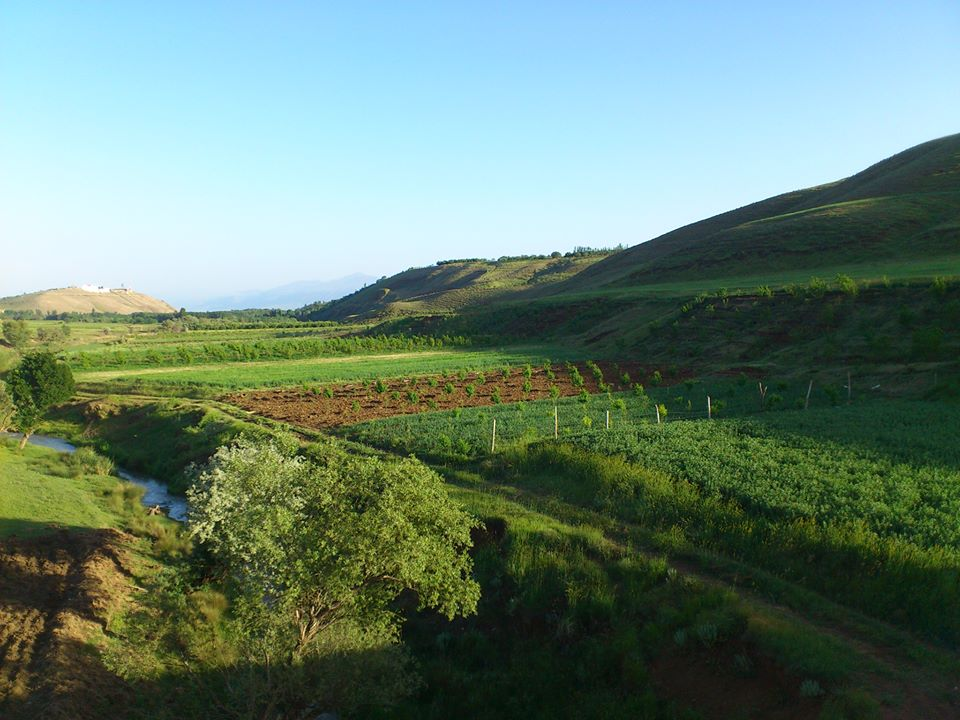
طبیعت اطراف پل قلعه حاتم

پل قلعه حاتم یکی از آثار تاریخی شهرستان بروجرد است. این اثر در تاریخ ۲ آبان ۱۳۷۸ با شمارهٔ ثبت ۲۴۳۸ به عنوان یکی از آثار ملی ایران به ثبت رسیده است. این پل در شمال غربی شهر بروجرد نزدیک روستای قلعه حاتم، بر روی رودخانه کوچکی بنا شده و ظاهراً از ساخته‌های اوایل دوره قاجاریه است. بنای پل در جهت شرقی – غربی به طول ۲۰۰ و عرض ۲/۳ متر ساخته شده و سطح آن از میانه به طرفین دارای شیب است. پایه‌های پل در جهت مخالف جریان رودخانه دارای موج شکن مثلثی و در جهت دیگر بیضوی است. مصالح به کار رفته در طاق‌های پل، آجر و در سایر قسمت‌ها، سنگ با ملات آهکی است. قوس طاق‌ها از نوع جناغی کند با تیزی نامحسوس است. در قسمت روگذر پل توسط قطعات سنگ و ملات آهکی، جوی آبی ساخته‌اند که هم‌اکنون قسمت‌های زیادی از آن باقی است. از جوی، آب چشمه‌های تپه‌های مجاور را به روستای قلعه حاتم منتقل می‌کرده‌است. بر این اساس، پل قلعه حاتم از نمونه‌های جالب توجهی است که علاوه بر برقراری ارتباط دو کناره رودخانه، وظیفه انتقال آب از یک کناره به کناره دیگر رودخانه را نیز برعهده داشته‌است. طول پل ۲۶۱ متر و عرض آن ۲/۵ متر است که دارای ۱۴ طاق چشمه آجریست عرض دهنه طاق چشمه‌ها در محل عبور جریان آب بیشتر و به طرفین کمتر می‌شود. طاق چشمه‌ها پل با استفاده از آجر و سایر قسمتهای اعم از پایه، بین طاقها و سطح گذر با سنگهای آهکی به صورت سنگ چین ساخته شده‌است.